# Roztržka Tito–Stalin

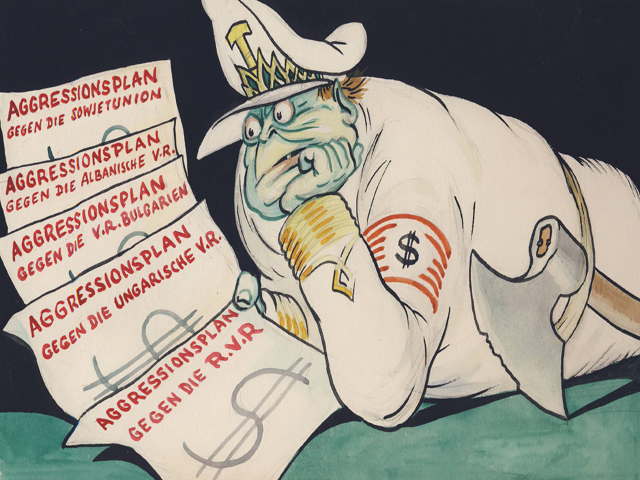
Východoněmecká karikatura „řezníka Tita“, plánujícího napadení komunistických států, 1951

K roztržce mezi Titem a Stalinem došlo v letech 1948 až 1953. Šlo o rozkol Sovětského svazu a jeho satelitních států na jedné straně a Federativní lidovou republikou Jugoslávie (FLRJ), prezentovaný jako spor mezi jejich vůdci Josifem Stalinem a Josipem Brozem Titem.
V letech po druhé světové válce Jugoslávie sledovala hospodářské, vnitřní a zahraniční politické cíle, které nebyly v souladu se zájmy Sovětského svazu. Zejména Jugoslávie doufala v přijetí sousední Albánie do jugoslávské federace. To podpořilo atmosféru nejistoty v albánském politickém vedení a zvýšilo napětí se Sovětským svazem, který se snažil bránit albánsko-jugoslávské integraci. Jugoslávská podpora komunistických povstalců v Řecku proti přání Sovětského svazu politickou situaci dále zkomplikovala. Stalin se snažil tlačit na Jugoslávii a mírnit její politiku pomocí Bulharska jako prostředníka. Když se konflikt mezi Jugoslávií a Sovětským svazem v roce 1948 dostal na veřejnost, byl vykreslen jako ideologický spor, aby nevznikl dojem mocenského boje uvnitř východního bloku.
Konflikt byl veden jako nenávistná informačně-propagandistická kampaň Sověty vedeného Východního bloku proti vedení Jugoslávie a skončil vzájemným rozkolem – prudkým omezením bilaterálních a multilaterálních vztahů. Způsobil intenzivní pátrání po nepřátelích uvnitř jednotlivých komunistických stran a v neposlední řadě vlnu rozsáhlých perzekucí, které se v dobové terminologii odůvodňovaly zostřením třídního boje. Bylo to první veřejné schizma ve Východním bloku. Základním důvodem konfliktu byla neochota sovětského vedení tolerovat neposlušnost jugoslávských představitelů a jejich aspirace na regionální hegemonii na Balkánském poloostrově. Roztržka v konečném důsledku připravila cestu pro „nezávislou formu socialismu“ v Jugoslávii, jakož i pro neutrální a později nezávislou zahraniční politiku, viz Hnutí nezúčastněných zemí.